# 5777 Ханакі
5777 Ханакі (5777 Hanaki) — астероїд головного поясу, відкритий 3 грудня 1989 року.
Тіссеранів параметр щодо Юпітера — 3,388.